# Шумадијске бригаде НОВЈ
Током Народноослободилачке борбе народа Југославије, од 1941. до 1945. године у оквиру Народноослободилачке војске Југуославије формирано је укупно три бригаде на подручју Шумадије.

## Списак шумадијских бригада
| назив                              | датум формирања    | место формирања            | одликовања |
| ---------------------------------- | ------------------ | -------------------------- | ---------- |
| Прва шумадијска бригада НОВЈ       | 5. октобар 1943.   | планина Рудник             | ОПЗ, ОЗН   |
| Привремена шумадијска бригада НОВЈ | 22. децембар 1943. | Мали Црљени, код Лазаревца |            |
| Друга шумадијска бригада НОВЈ      | 27. април 1944.    | Даросава, код Аранђеловца  | ОЗН        |